# Wildboarclough
Wildboarclough är en by i civil parish Macclesfield Forest and Wildboarclough, i distriktet Cheshire East, i grevskapet Cheshire, i England. Byn är belägen 8 km från Macclesfield. Wildboarclough var en civil parish 1866–1981 när blev den en del av Macclesfield Forest and Wildboarclough. Civil parish hade 142 invånare år 1961.